# 设计概算
设计概算是指在初步设计阶段，在投资估算的控制下，由设计单位根据初步设计或扩大初步设计图纸及说明、概算定额或概算指标、综合概算定额、取费标准、设备材料概算价格等资料，编制和确定建设项目从筹建至竣工交付生产或使用所需全部费用的经济文件。设计概算可分为三级，单位工程概算、单项工程概算、建筑项目总概算。